# Inoceramoidea
De Inoceramoidea zijn een superfamilie van uitgestorven tweekleppigen uit de orde Myalinida.

## Taxonomie
De volgende families zijn bij de superfamilie ingedeeld:
- † Atomodesmatidae Waterhouse, 1976
- † Inoceramidae Giebel, 1852
- † Kolymiidae Kuznetsov, 1973
- † Retroceramidae Koschelkina, 1980